# Friedrich VI. von Walsee

Stammwappen derer von Walsee

Friedrich VI. von Walsee (* um 1340; † 11. Dezember 1372), aus dem Ministerialengeschlecht der Walseer, Gefolgsmann von Herzog Albrecht III., war 1367–1368/72 Landmarschall von Niederösterreich und 1369 Landeshauptmann der Steiermark.

## Name

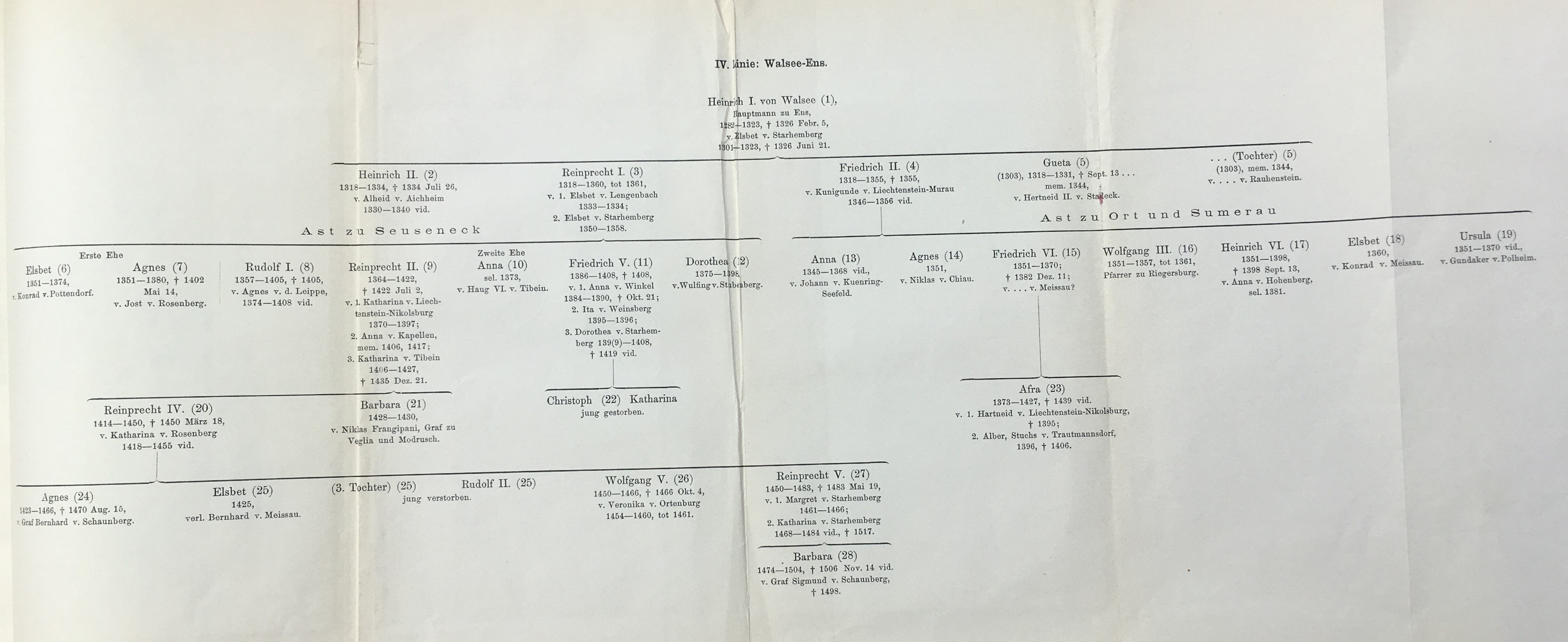
Linie Walsee-Ens mit Friedrich V. und Friedrich VI. (3. Reihe, 6. und 10. von links)

Die Cousins Friedrich V. von Walsee und Friedrich VI. von Walsee werden gelegentlich verwechselt. Friedrich V. war der jüngste Sohn von Reinprecht I. von Walsee, Friedrich VI. hingegen der älteste Sohn von Reinprechts jüngerem Bruder Friedrich II. von Walsee. Auf Grund der Altersreihenfolge der beiden Väter erhielt der erst im Jahr 1408 verstorbene Cousin von der Geschichtsschreibung die Nummer V., während der schon 1372 verstorbene Cousin die Nummer VI. trägt. Das führte auch dazu, dass Friedrich VI. von Walsee bereits ab 1367 Landmarschall von Niederösterreich war, während der niedriger nummerierte Friedrich V. von Walsee dieses Amt erst 1403–1405 innehatte.

## Leben
Nach dem Tod ist ihres Vaters Friedrich II. von Walsee im Jahr 1355 ist ein Jahrzehnt lang wenig über das Leben der Brüder Friedrich VI. und Heinrich VI. von Walsee bekannt. Jedenfalls dürfte Friedrich VI. besondere Fähigkeiten an den Tag gelegt haben, weil ihm Herzog Albrecht III. im Jahr 1367 das verantwortungsvolle Amt des niederösterreichischen Landmarschalls anvertraute. Diese Funktion übte Friedrich VI. offenbar bis zu seinem frühen Tode aus. Sein jüngerer Bruder Heinrich VI. von Walsee war von 1374 bis 1379 (Landes-)Hauptmann ob der Enns.

## Besitzungen
Herzog Albrecht III. verlieh 1357 Friedrich VI. als ältestem der Brüder die Feste Freyenstein auf seine und seiner Brüder Lebenszeit. Herzog Rudolf IV. übergab ihm 1361 auch die Vogtei über die dem bairischen Kloster Wetten gehörigen Güter in Eisdornach (Eisenreichdornach bei Amstetten).
Friedrich VI. und sein jüngerer Bruder Heinrich VI. von Walsee nahmen am 3. August 1361 eine Teilung ihrer ererbten Güter vor. Demnach erhielt Friedrich VI. hauptsächlich die niederösterreichischen Güter mitsamt Freistadt. Heinrich VI. erhielt vorwiegend die oberösterreichischen Besitzungen.
Bald nach der Gütertrennung von 1361 begann Friedrich VI. mit dem Bau der Burg Niederwalsee (heute Schloss Wallsee) als Gegenstück zur Burg Oberwalsee in Oberösterreich, die sein Vetter Eberhard V. von Walsee ab dem Jahr 1364 errichtete. Beide Bauwerke sollten die Familie Walsee über die Jahrhunderte in Erinnerung halten.
Als Friedrich VI. 1372 verstarb, kam eine Anzahl kleinerer Güter durch seine Tochter Afra schließlich an die Liechtensteiner, Burg Hartenstein an die Maissauer, Nieder-Walsee mit den angrenzenden Ortschaften Sumerau (Sommerau) und Sindelburg aber an seinen Bruder Heinrich VI., der dorthin seinen Wohnsitz verlegte.